# Lista celor mai mari concerne după cifra de afaceri
Această listă cuprinde cele mai mari concerne de pe glob, ierarhia pe listă făcându-se după criteriul valorii de desfacere a produselor concernului respectiv din anul 2005:
| Rang | Nume                         | Locul de rezidență   | Țara          | Valoarea de desfacere (Mil. $) | Câștig (Mil. $) | Angajați  | Sector               | Conducere                              |
| ---- | ---------------------------- | -------------------- | ------------- | ------------------------------ | --------------- | --------- | -------------------- | -------------------------------------- |
| 1.   | ExxonMobil                   | Irving               | SUA           | 339.938,0                      | 36.130,0        | 83.700    | Petrol               | Rex Tillerson                          |
| 2.   | Wal-Mart                     | Bentonville          | SUA           | 315.654,0                      | 11.231,0        | 1.800.000 | Comerț cu bucata     | Lee Scott                              |
| 3.   | Royal Dutch Shell            | Haga                 | Țările de Jos | 306.731,0                      | 25.311,0        | 109.000   | Petrol               | Jeroen van der Veer                    |
| 4.   | BP                           | Londra               | Regatul Unit  | 267.600,0                      | 22.341,0        | 96.200    | Petrol               | Tony Hayward                           |
| 5.   | General Motors               | Detroit              | SUA           | 192.604,0                      | -10.567,0       | 335.000   | Automobile           | Rick Wagoner                           |
| 6.   | Chevron                      | San Ramon            | USA           | 189.481,0                      | 14.099,0        | 59.000    | Petrol               | David O'Reilly                         |
| 7.   | DaimlerChrysler              | Stuttgart            | Germania      | 186.106,3                      | 3.536,3         | 382.724   | Automobile           | Dieter Zetsche                         |
| 8.   | Toyota Motor                 | Toyota               | Japonia       | 185.805,0                      | 12.119,6        | 285.977   | Automobile           | Katsuaki Watanabe                      |
| 9.   | Ford Motor                   | Dearborn             | SUA           | 177.210,0                      | 2.024,0         | 300.000   | Automobile           | William Clay Ford Jr.                  |
| 10.  | ConocoPhillips               | Houston              | SUA           | 166.683,0                      | 13.529,0        | 35.600    | Petrol               | James Mulva                            |
| 11.  | General Electric             | Fairfield            | SUA           | 157.153,0                      | 16.353,0        | 316.000   | Concern mixt         | Jeff Immelt                            |
| 12.  | Total                        | Courbevoie           | Franța        | 152.360,7                      | 15.250,0        | 112.877   | Petrol               | Thierry Desmarest                      |
| 13.  | ING                          | Amsterdam            | Țările de Jos | 138.235,3                      | 8.958,9         | 115.300   | Servicii financiare  | Michel Tilmant                         |
| 14.  | Citigroup                    | New York             | SUA           | 131.045,0                      | 24.589,0        | 303.000   | Bănci                | Charles Prince                         |
| 15.  | AXA                          | Paris                | Franța        | 129.839,2                      | 5.186,5         | 78.800    | Asigurări            | Henri De Castries                      |
| 16.  | Allianz                      | München              | Germania      | 121.406,0                      | 5.442,4         | 177.625   | Asigurări            | Michael Diekmann                       |
| 17.  | Volkswagen Group             | Wolfsburg            | Germania      | 118.376,6                      | 1.391,7         | 344.902   | Automobile           | Martin Winterkorn                      |
| 18.  | Fortis                       | Bruxelles            | Belgia        | 112.351,4                      | 4.896,3         | 54.245    | Asigurări            | Jean Paul Votron                       |
| 19.  | Crédit Agricole              | Paris                | Franța        | 110.764,6                      | 7.434,3         | 136.848   | Bănci                | Georges Pauget                         |
| 20.  | AIG                          | New York             | SUA           | 108.905,0                      | 10.477,0        | 97.000    | Asigurări            | Martin Sullivan                        |
| 21.  | Assicurazioni Generali       | Trieste              | Italia        | 101.403,8                      | 2.384,0         | 61.561    | Asigurări            | Sergio Balbinot, Giovanni Perissinotto |
| 22.  | Siemens                      | München              | Germania      | 100.098,7                      | 2.854,9         | 461.000   | Tehnologie           | Peter Löscher                          |
| 23.  | Sinopec                      | Peking               | China         | 98.784,9                       | 2.668,4         | 730.800   | Petrol               | Chen Tonghai                           |
| 24.  | NTT                          | Tokio                | Japonia       | 94.869,3                       | 4.404,6         | 199.113   | Telecomunicații      | Norio Wada                             |
| 25.  | Carrefour                    | Paris                | Franța        | 94.454,5                       | 1.784,3         | 440.479   | Comerț cu bucata     | Jean-Louis Duran, Daniel Bernard       |
| 26.  | HSBC Holdings                | Londra               | Regatul Unit  | 93.494,0                       | 15.873,0        | 284.000   | Bănci                | Stephen Green                          |
| 27.  | ENI S.p.A.                   | Roma                 | Italia        | 92.603,3                       | 10.919,7        | 72.258    | Petrol               | Paolo Scaroni                          |
| 28.  | Aviva                        | Londra               | Regatul Unit  | 92.579,4                       | 3.211,4         | 54.791    | Asigurări            | Richard Harvey                         |
| 29.  | IBM                          | Armonk               | SUA           | 91.134,0                       | 7.934,0         | 329.373   | Software & Computer  | Samuel Palmisano                       |
| 30.  | McKesson                     | San Francisco        | SUA           | 88.050,0                       | -751,0          | 26.400    | Produse farmaceutice | John Hammergren                        |
| 31.  | Honda Motor                  | Tokio                | Japonia       | 87.510,7                       | 5.273,2         | 144.786   | Automobile           | Takeo Fukui                            |
| 32.  | State Grid                   | Peking               | China         | 86.984,3                       | 1.073,5         | 844.031   | Prestări de servicii | Liu Zhenya                             |
| 33.  | Hewlett-Packard              | Palo Alto            | SUA           | 86.696,0                       | 2.398,0         | 150.000   | Tehnologie           | Mark Hurd                              |
| 34.  | BNP Paribas                  | Paris                | Franța        | 85.687,2                       | 7.271,5         | 101.917   | Bănci                | Baudouin Prot                          |
| 35.  | Petróleos de Venezuela       | Caracas              | Venezuela     | 85.618,0                       | 4.661,0         | 48.919    | Petrol               | Rafael Ramírez Carreño                 |
| 36.  | UBS                          | Zürich               | Elveția       | 84.707,6                       | 11.257,5        | 69.569    | Bănci                | Peter Wuffli                           |
| 37.  | Bank of America              | Charlotte            | SUA           | 83.980,0                       | 16.465,0        | 176.638   | Bănci                | Kenneth Lewis                          |
| 38.  | Hitachi                      | Tokio                | Japonia       | 83.596,3                       | 329,6           | 355.879   | Tehnologie           | Etsuhiko Shoyama                       |
| 39.  | China National Petroleum     | Peking               | China         | 83.556,5                       | 12.950,0        | 1.090.232 | Petrol               | Chen Geng                              |
| 40.  | PEMEX                        | Ciudad de México     | Mexic         | 83.381,7                       | -7.001,7        | 139.171   | Petrol               | Luis Ramirez                           |
| 41.  | Nissan Motor                 | Tokio                | Japonia       | 83.273,8                       | 4.575,6         | 182.273   | Automobile           | Carlos Ghosn                           |
| 42.  | Berkshire Hathaway           | Omaha                | SUA           | 81.663,0                       | 8.528,0         | 192.012   | Asigurări            | Warren Buffett                         |
| 43.  | Home Depot                   | Atlanta              | SUA           | 81.511,0                       | 5.838,0         | 289.800   | Construcții          | Robert Nardelli                        |
| 44.  | Valero Energy                | San Antonio          | SUA           | 81.362,0                       | 3.590,0         | 22.068    | Petrol               | William Klesse                         |
| 45.  | J. P. Morgan Chase           | New York             | SUA           | 79.902,0                       | 8.483,0         | 168.847   | Bănci                | James Dimon                            |
| 46.  | Samsung                      | Seul                 | Coreea de Sud | 78.716,6                       | 7.458,8         | 80.594    | Tehnologie           | Gunhee Lee                             |
| 47.  | Matsushita Electric          | Kadoma               | Japonia       | 78.557,7                       | 1.363,8         | 334.402   | Tehnologie           | Kunio Nakamura                         |
| 48.  | Deutsche Bank                | Frankfurt am Main    | Germania      | 76.227,6                       | 4.385,0         | 63.427    | Bănci                | Josef Ackermann                        |
| 49.  | HBOS                         | Edinburgh            | Regatul Unit  | 75.798,8                       | 5.870,4         | 63.685    | Bănci                | James Crosby                           |
| 50.  | Verizon                      | New York             | SUA           | 75.111,9                       | 7.397,0         | 217.000   | Telecomunicații      | Ivan Seidenberg                        |
| 51.  | Cardinal Health              | Dublin               | SUA           | 74.915,1                       | 1.050,7         | 55.000    | Produse farmaceutice | Kerry Clark                            |
| 52.  | Prudential                   | Londra               | Regatul Unit  | 74.744,7                       | 1.359,5         | 31.661    | Asigurări            | Mark Tucker                            |
| 53.  | Nestlé                       | Vevey                | Elveția       | 74.658,6                       | 6.415,5         | 250.000   | Produse alimentare   | Peter Brabeck-Letmathe                 |
| 54.  | Deutsche Telekom             | Bonn                 | Germania      | 74.061,8                       | 6.938,5         | 243.695   | Telecomunicații      | René Obermann                          |
| 55.  | Dexia                        | Bruxelles            | Belgia        | 72.814,3                       | 2.532,3         | 24.418    | Bănci                | Axel Miller                            |
| 56.  | METRO                        | Düsseldorf           | Germania      | 72.814,3                       | 659,8           | 204.076   | Comerțul cu ridicata | Hans-Joachim Körber                    |
| 57.  | Credit Suisse                | Zürich               | Elveția       | 72.193,5                       | 4.694,3         | 63.523    | Bănci                | Oswald Grübel                          |
| 58.  | Royal Bank of Scotland Group | Edinburgh            | Regatul Unit  | 71.164,3                       | 9.997,8         | 144.900   | Bănci                | Fred Goodwin                           |
| 59.  | Tesco                        | Cheshunt             | Regatul Unit  | 71.127,6                       | 2.820,8         | 273.024   | Comerț cu bucata     | Terry Leahy                            |
| 60.  | PSA Peugeot Citroën          | Paris                | Franța        | 69.915,4                       | 1.278,6         | 208.500   | Automobile           | Jean-Martin Folz                       |
| 61.  | U.S. Postal Service          | Washington           | SUA           | 69.907,0                       | 1.445,0         | 803.000   | Prestări de serviciu | John Potter                            |
| 62.  | Altria                       | New York             | SUA           | 69.148,0                       | 10.435,0        | 199.000   | Tutun                | Louis Camilleri                        |
| 63.  | Zurich Financial Services    | Zürich               | Elveția       | 67.186,0                       | 3.214,0         | 55.000    | Asigurări            | James Schiro                           |
| 64.  | E.ON                         | Düsseldorf           | Germania      | 66.313,2                       | 9.203,7         | 79.947    | Prestări de servicii | Wulf Bernotat                          |
| 65.  | Sony                         | Tokio                | Japonia       | 66.025,6                       | 1.091,8         | 158.500   | Bunuri de consum     | Howard Stringer                        |
| 66.  | Vodafone                     | Newbury              | Regatul Unit  | 65.314,2                       | -39.092,9       | 64.405    | Telecomunicații      | Arun Sarin                             |
| 67.  | Société Générale             | Paris                | Franța        | 64.441,9                       | 5.524,4         | 103.555   | Bănci                | Daniel Bouton, Philippe Citerne        |
| 68.  | EDF                          | Paris                | Franța        | 63.434,1                       | 4.028,4         | 161.560   | Prestări de servicii | Fulvio Conti                           |
| 69.  | Nippon Life                  | Osaka                | Japonia       | 61.158,3                       | 1.812,5         | 68.545    | Asigurări            | Kunie Okamoto                          |
| 70.  | Statoil                      | Stavanger            | Norvegia      | 61.032,7                       | 4.768,7         | 25.644    | Petrol               | Helge Lund                             |
| 71.  | France Telecom               | Paris                | Franța        | 60.932,9                       | 7.093,8         | 203.008   | Telecomunicații      | Didier Lombard                         |
| 72.  | LG Electronics               | Seul                 | Coreea de Sud | 60.574,1                       | 587,5           | 125.000   | Tehnologie           | Yu Shik Kang, Bon Mu Koo               |
| 73.  | Kroger                       | Cincinnati           | SUA           | 60.552,9                       | 958,0           | 290.000   | Comerț cu bucata     | David Dillon                           |
| 74.  | Münchener Rück               | München              | Germania      | 60.255,7                       | 3.318,9         | 37.953    | Asigurări            | Nikolaus von Bomhard                   |
| 75.  | Deutsche Post                | Bonn                 | Germania      | 59.989,8                       | 2.777,1         | 502.545   | Prestări de serviciu | Klaus Zumwinkel                        |
| 76.  | State Farm                   | Bloomington          | SUA           | 59.223,9                       | 3.241,8         | 67.943    | Asigurări            | Edward Rust                            |
| 77.  | Marathon Oil                 | Houston              | SUA           | 58.958,0                       | 3.032,0         | 27.756    | Petrol               | Clarence Cazalot                       |
| 78.  | BMW                          | München              | Germania      | 57.973,1                       | 2.782,1         | 105.798   | Automobile           | Norbert Reithofer                      |
| 79.  | Fiat                         | Turin                | Italia        | 57.833,9                       | -1.653,9        | 173.695   | Automobile           | Sergio Marchionne                      |
| 80.  | Hyundai Motor                | Seul                 | Coreea de Sud | 57.434,9                       | 2.268,7         | 54.115    | Automobile           | Mong-Koo Chung, Dong-Jin Kim           |
| 81.  | Procter & Gamble             | Cincinnati           | SUA           | 56.741,0                       | 7.257,0         | 110.000   | Bunuri de consum     | Alan G. Lafley                         |
| 82.  | ABN-AMRO                     | Amsterdam            | Țările de Jos | 56.614,9                       | 5.444,9         | 119.724   | Bănci                | Rijkman Groenink                       |
| 83.  | Ahold                        | Amsterdam            | Țările de Jos | 56.427,3                       | 165,3           | 167.801   | Comerț cu bucata     | Anders Moberg                          |
| 84.  | Repsol YPF                   | Madrid               | Spania        | 56.423,6                       | 3.876,8         | 35.909    | Petrol               | Antonio Brufau                         |
| 85.  | Legal & General              | Londra               | Regatul Unit  | 56.384,8                       | 1.715,7         | 9.273     | Asigurări            | Tim Breedon                            |
| 86.  | Petrobras                    | Rio de Janeiro       | Brazilia      | 56.324,0                       | 10.344,0        | 53.904    | Petrol               | José Gabrielli de Azevedo              |
| 87.  | Toshiba                      | Tokio                | Japonia       | 56.028,0                       | 690,6           | 171.989   | Tehnologie           | Atsutoshi Nishida                      |
| 88.  | Dell                         | Round Rock           | SUA           | 55.908,0                       | 3.572,0         | 65.200    | Tehnologie           | Michael Dell                           |
| 89.  | Lloyds TSB                   | Londra               | Regatul Unit  | 55.407,0                       | 4.530,9         | 66.797    | Bănci                | Eric Daniels                           |
| 90.  | ThyssenKrupp                 | Düsseldorf           | Germania      | 55.260,7                       | 1.294,1         | 187.216   | Oțel                 | Ekkehard Schulz                        |
| 91.  | Boeing                       | Chicago              | SUA           | 54.848,0                       | 2.572,0         | 153.000   | Transport aerian     | James McNerney                         |
| 92.  | AmerisourceBergen            | Chesterbrook         | SUA           | 54.589,6                       | 264,6           | 12.850    | Produse farmaceutice | David Yost                             |
| 93.  | BSCH                         | Madrid               | Spania        | 53.848,8                       | 7.728,9         | 129.196   | Bănci                | Alfredo Sáenz                          |
| 94.  | BASF                         | Ludwigshafen         | Germania      | 53.113,3                       | 3.736,0         | 80.945    | Chimie               | Jürgen Hambrecht                       |
| 95.  | Costco                       | Issaquah             | SUA           | 52.935,2                       | 1.063,1         | 85.250    | Comerț cu bucata     | James Sinegal                          |
| 96.  | Suez                         | Paris                | Franța        | 52.742,9                       | 3.122,2         | 157.918   | Prestări de servicii | Gérard Mestrallet                      |
| 97.  | Target                       | Minneapolis          | USA           | 52.620,0                       | 2.408,0         | 338.000   | Comerț cu bucata     | Robert Ulrich                          |
| 98.  | Morgan Stanley               | New York             | SUA           | 52.498,0                       | 4.939,0         | 53.218    | Servicii financiare  | John Mack                              |
| 99.  | Robert Bosch                 | Gerlingen            | Germania      | 52.207,6                       | 2.918,8         | 248.853   | Tehnologie           | Franz Fehrenbach                       |
| 100. | Renault                      | Boulogne-Billancourt | Franța        | 51.365,1                       | 4.183,7         | 126.584   | Automobile           | Carlos Ghosn                           |